# ウルフ (ゴスペラーズの曲)
「ウルフ」は、ゴスペラーズ7作目のシングル。1997年6月21日にキューンミュージック発売された。

## 解説
発売当初8cmCDシングルであったが、2002年9月26日の再発売時に現在の仕様にあわせて12cmCDシングルで発売された。ベスト・アルバム『G10』投票ランキングで44位にランクインした。

## 収録曲
1. ウルフ
  - 作詞：安岡優、作曲：岩田雅之、編曲：岩田雅之
2. スプーン II
  - 作詞：安岡優、作曲：北山陽一、編曲：岸利至
3. ウルフ〜no lead version